# Mahdi Camara
Mahdi Camara (Martigues, 1998. június 30. –) francia korosztályos válogatott labdarúgó, a Brest középpályása.

## Pályafutása

### Klubcsapatokban
Camara a franciaországi Martigues városában született. Az ifjúsági pályafutását a helyi Martigues csapatában kezdte, majd a Saint-Étienne-nél folytatta.
2016-ban mutatkozott be a Saint-Étienne tartalék, majd 2018-ban az első osztályban szereplő felnőtt keretében. 2019-ben a Laval, míg a 2022–23-as szezonban a Brest csapatát erősítette kölcsönben. 2023. július 1-jén hároméves szerződést kötött a Brest együttesével. Először a 2023. augusztus 13-ai, Lens ellen 3–2-re megnyert mérkőzés 67. percében, Mathias Pereira Lage cseréjeként lépett pályára. Első gólját 2023. szeptember 17-én, a Reims ellen idegenben 2–1-es győzelemmel zárult találkozón szerezte meg.

### A válogatottban
Camara az U16-os és az U19-es korosztályú válogatottakban is képviselte Franciaországot.

## Statisztikák
2024. augusztus 31. szerint

| Klub          | Szezon   | Osztály  | Bajnokság | Bajnokság | Kupa  | Kupa | Nemzetközi | Nemzetközi | Összesen | Összesen |
| Klub          | Szezon   | Osztály  | Meccs     | Gól       | Meccs | Gól  | Meccs      | Gól        | Meccs    | Gól      |
| ------------- | -------- | -------- | --------- | --------- | ----- | ---- | ---------- | ---------- | -------- | -------- |
| Saint-Étienne | 2018–19  | Ligue 1  | 1         | 0         | 1     | 0    | —          | —          | 2        | 0        |
| Saint-Étienne | 2019–20  | Ligue 1  | 12        | 0         | 7     | 1    | 2          | 1          | 21       | 2        |
| Saint-Étienne | 2020–21  | Ligue 1  | 37        | 3         | 1     | 0    | —          | —          | 38       | 3        |
| Saint-Étienne | 2021–22  | Ligue 1  | 37        | 4         | 3     | 0    | —          | —          | 40       | 4        |
| Saint-Étienne | 2022–23  | Ligue 2  | 4         | 0         | 0     | 0    | —          | —          | 4        | 0        |
| Brest         | 2022–23  | Ligue 1  | 31        | 2         | 2     | 0    | —          | —          | 33       | 2        |
| Brest         | 2023–24  | Ligue 1  | 32        | 7         | 3     | 0    | —          | —          | 35       | 7        |
| Brest         | 2024–25  | Ligue 1  | 3         | 2         | 0     | 0    | —          | —          | 3        | 2        |
| Összesen      | Összesen | Összesen | 157       | 18        | 17    | 1    | 2          | 1          | 176      | 20       |

## Sikerei, díjai
Saint-Étienne
- Francia Kupa
  - Döntős (1): 2019–20